# 三重県道607号畑毛本郷線
三重県道607号畑毛本郷線（みえけんどう607ごう はたけほんごうせん）は、三重県いなべ市を通る一般県道である。

## 概要
いなべ市北勢町畑毛からいなべ市藤原町本郷に至る。

### 路線データ
- 起点：三重県いなべ市北勢町畑毛（字宮の前1番地先[1][2]：宮前橋交差点、岐阜県道・三重県道25号南濃北勢線交点、三重県道608号畑毛東貝野阿下喜線起点）
- 終点：三重県いなべ市藤原町本郷（字野田1394番1地先[1][2]：三重県道601号本郷志礼石線交点）

## 歴史
- 1959年（昭和34年）
  - 1月25日 - 認定[3]

起点：三重県員弁郡北勢町大字畑毛
終点：三重県員弁郡藤原村大字本郷
  - 5月8日 - 道路区域の決定[4]
  - 5月19日 - 道路の供用開始[5]

三重県員弁郡北勢町大字畑毛字宮前1番地先から三重県員弁郡藤原村大字長尾字御典野413の3番地先を経て三重県員弁郡藤原村大字本郷字国重790の2番地先まで（延長5.00 km）
- 2007年（平成19年）4月1日 - 自治体合併に伴う変更[6]

起点：三重県いなべ市北勢町畑毛
終点：三重県いなべ市藤原町本郷

## 路線状況

### 重複区間
- 岐阜県道・三重県道107号時下野尻線（いなべ市藤原町日内）

### 道路施設

#### 橋梁
- 宮前橋（田切川、いなべ市）
- 上川原橋（相場川、いなべ市）

## 地理

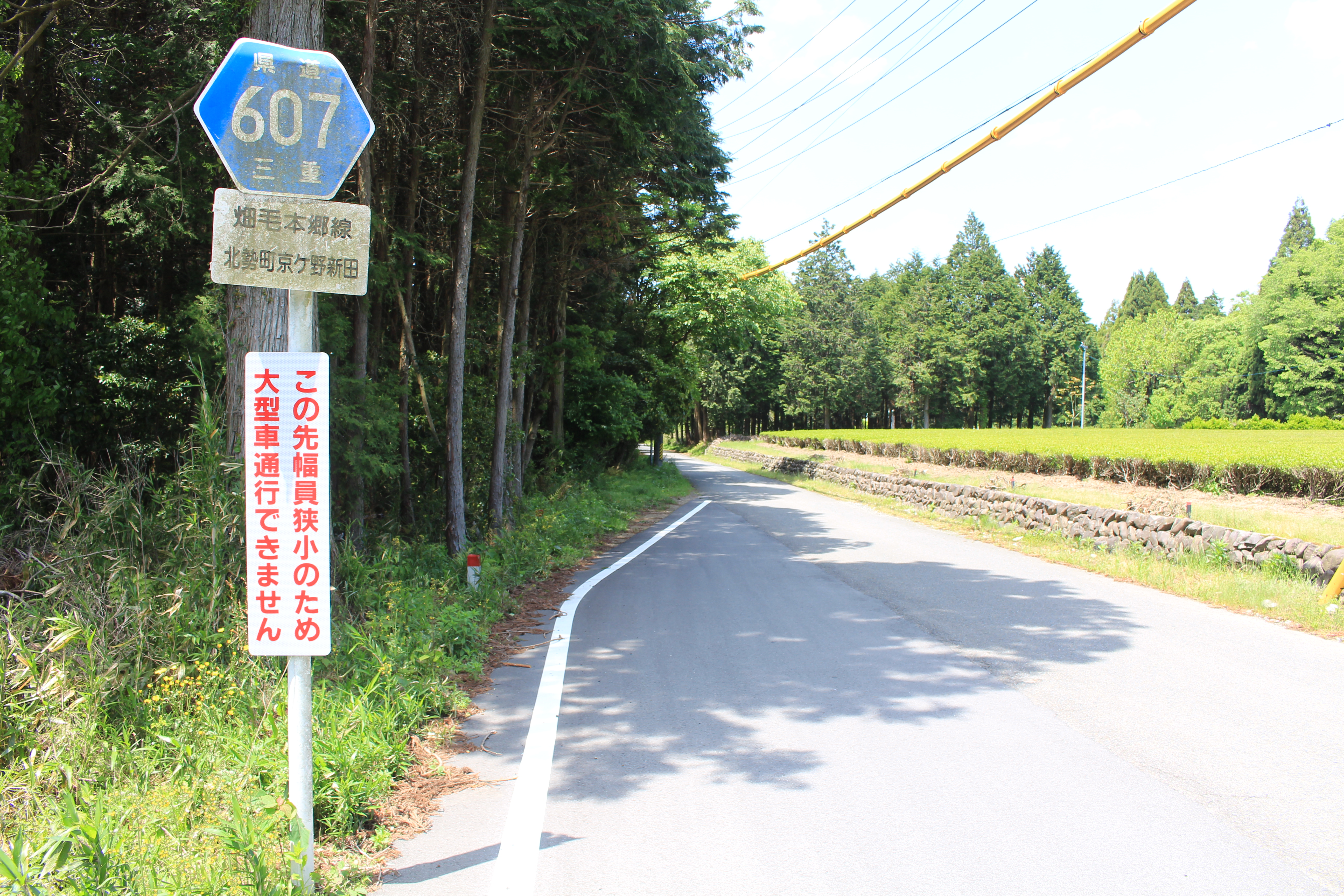
三重県道157号川原北勢インター線への接続点西の幅員狭小区間、いなべ市北勢町京ヶ野新田

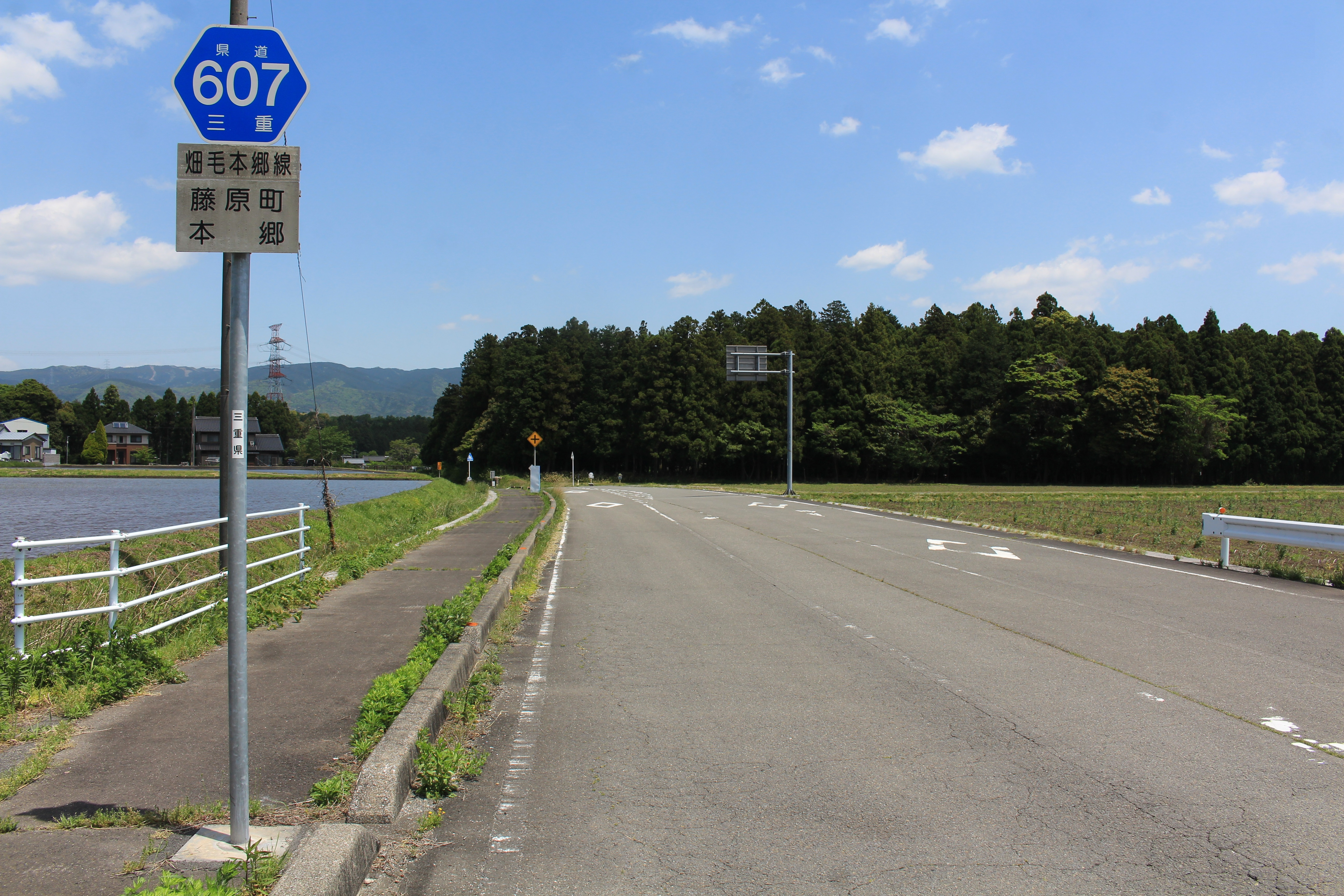
三重県道607号畑毛本郷線の三重県道601号本郷志礼石線への交点東の終点付近、いなべ市藤原町本郷

### 通過する自治体
- 三重県
  - いなべ市

### 交差する道路
| 交差する道路                                                     | 交差する場所     | 交差する場所        |
| ---------------------------------------------------------------- | ---------------- | ------------------- |
| 岐阜県道・三重県道25号南濃北勢線 三重県道608号畑毛東貝野阿下喜線 | 北勢町畑毛       | 宮前橋交差点 / 起点 |
| 三重県道157号川原北勢インター線                                  | 北勢町京ヶ野新田 |                     |
| 岐阜県道・三重県道107号時下野尻線 重複区間起点                   | 藤原町日内       |                     |
| 岐阜県道・三重県道107号時下野尻線 重複区間終点                   | 藤原町日内       |                     |
| 三重県道601号本郷志礼石線                                        | 藤原町本郷       | 終点                |

### 沿線
- いなべ市役所 藤原庁舎
- いなべ市藤原図書館
- いなべ市立藤原中学校
- いなべ市立十社小学校
- いなべ市立白瀬小学校
- 十社郵便局
- 藤原郵便局